# Laffrey
Laffrey is een gemeente in het Franse departement Isère (regio Auvergne-Rhône-Alpes) en telt 311 inwoners (1999). De plaats maakt deel uit van het arrondissement Grenoble.

## Geschiedenis
Napoleon passeerde het dorp op 7 maart 1815, tijdens zijn terugkeer van Elba aan het begin van de Honderd Dagen. Op een plaats in Laffrey die nu bekend staat als het "veld van de ontmoeting" (prairie de la Rencontre), werden Napoleon en het handjevol troepen dat hem vergezelde, opgewacht door een bataljon soldaten van het koninklijke 5e Linieregiment, die hem waren komen arresteren, in opdracht van koning Lodewijk XVIII. Napoleon, die zijn mannen achterliet, stelde zich aan de soldaten voor en verklaarde: "Als iemand van jullie zijn keizer wil neerschieten, hier ben ik". De soldaten liepen over naar zijn zaak en riepen "Vive l'Empereur"! Een ruiterstandbeeld van Napoleon door Emmanuel Frémiet, geplaatst op het veld in 1930, herdenkt deze gebeurtenis.

## Geografie
De oppervlakte van Laffrey bedraagt 6,7 km², de bevolkingsdichtheid is 46,4 inwoners per km².
De onderstaande kaart toont de ligging van Laffrey met de belangrijkste infrastructuur en aangrenzende gemeenten.

## Demografie
Onderstaande figuur toont het verloop van het inwonertal (bron: INSEE-tellingen).

## Galerij

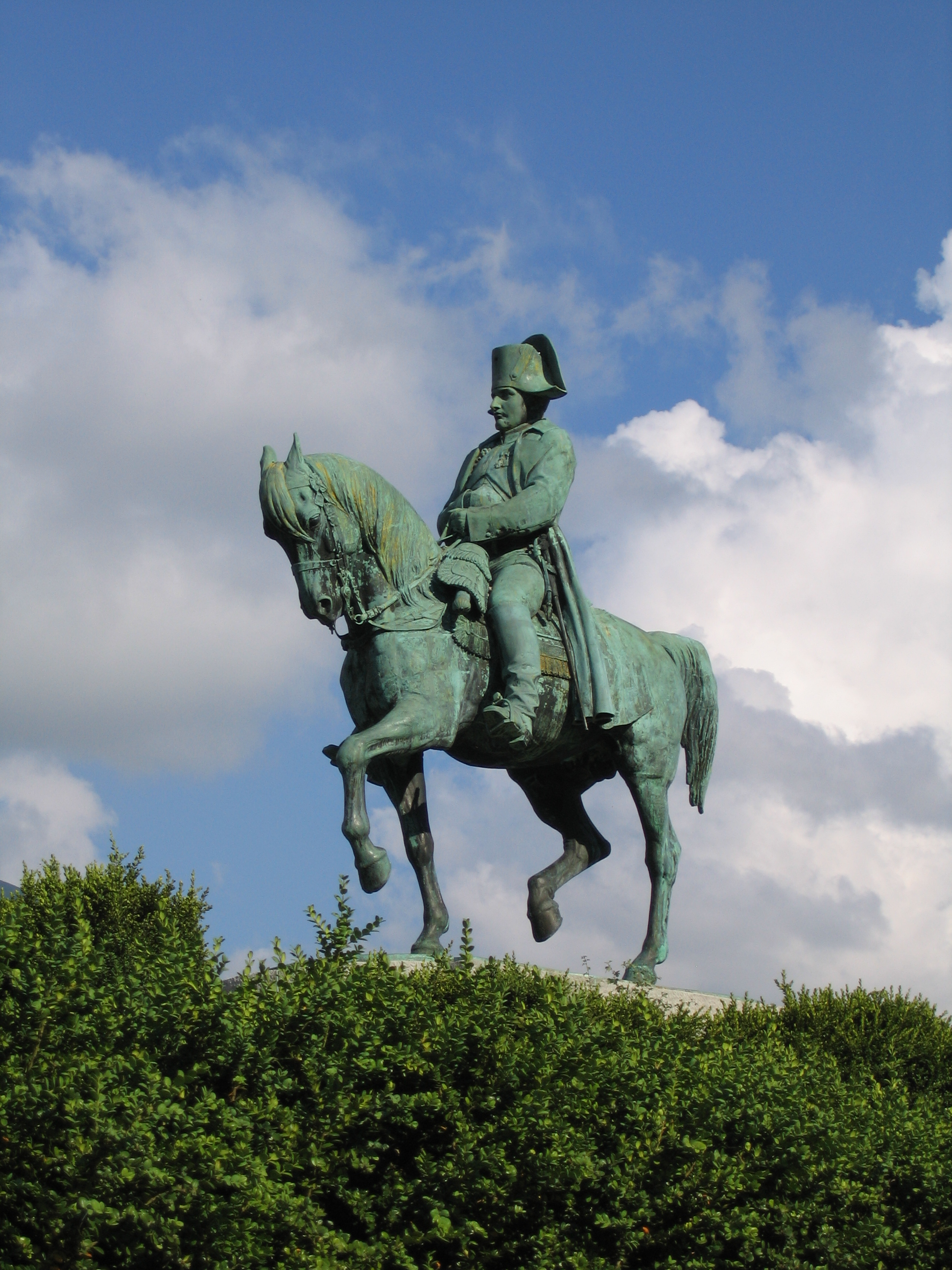
Standbeeld op het veld van de ontmoeting
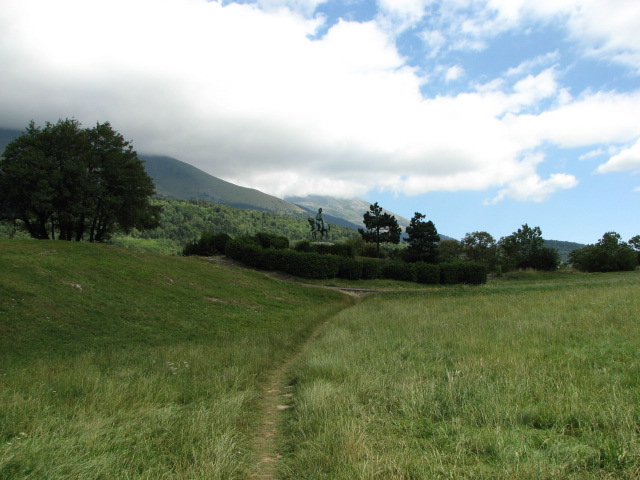
Veld van de ontmoeting
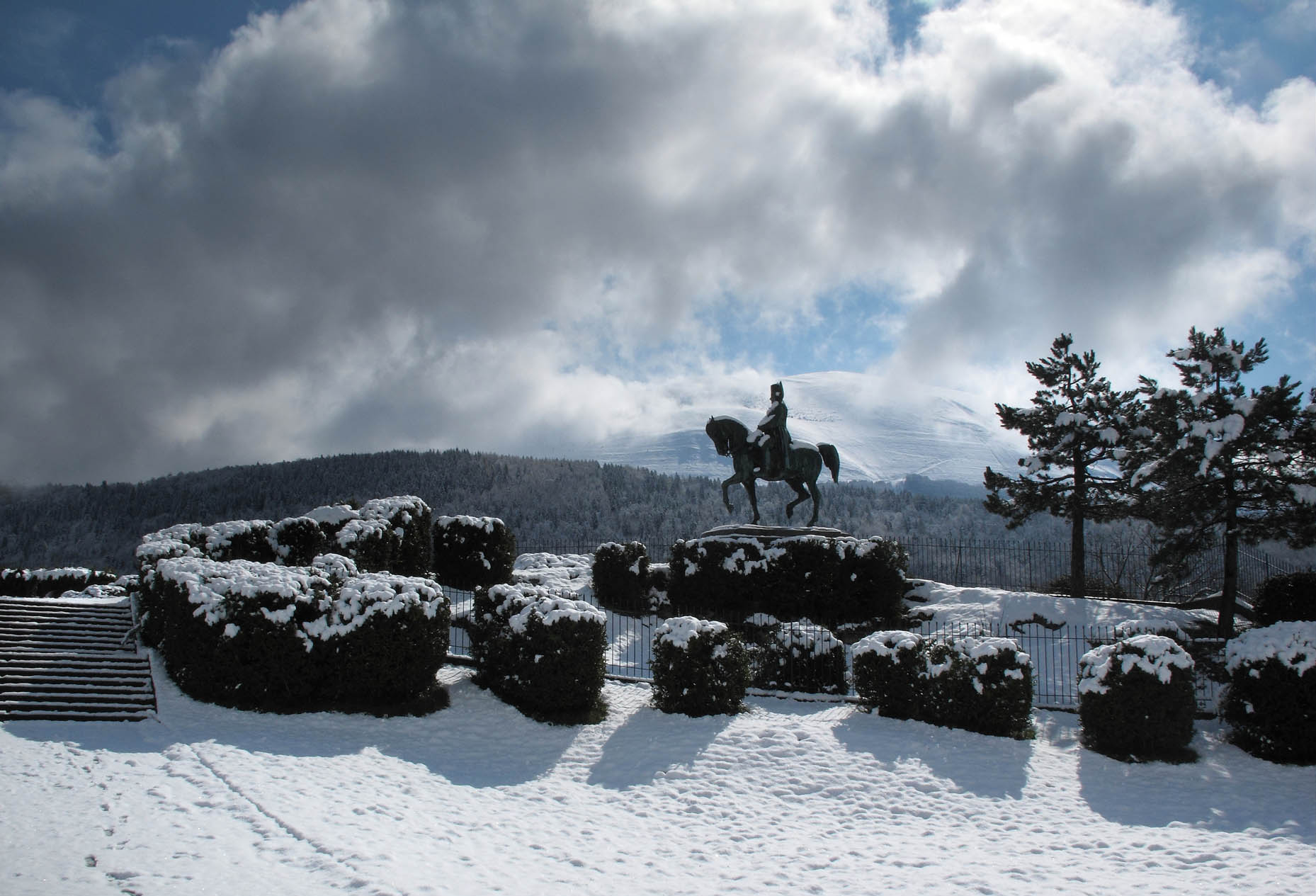